# ハンス・ヴェルケ
ハンス・オットー・ヴェルケ（Hans Otto Woellke、1911年2月18日 - 1943年3月26日）は、ドイツの陸上競技選手。1936年ベルリンオリンピックの金メダリストである。

## 経歴
ドイツ帝国・東プロイセン、ビショフスブルク（現在のポーランド・ヴァルミア＝マズールィ県ビスクピェツ）生まれ。ベルリンで警察官として勤務し、警察のクラブで砲丸投を行っていた。1934年には第1回ヨーロッパ陸上選手権の砲丸投に出場しているが、14.67mで8位に終わっている。
2年後には地元開催のベルリンオリンピックに出場。16.20mのオリンピック新記録で、フィンランドのスロ・ベールンドらを抑え金メダルを獲得。ドイツの男子陸上選手としてはじめてのオリンピックの金メダルとなった。彼の活躍は、レニ・リーフェンシュタールの記録映画「オリンピア」に描写されている。
第二次世界大戦において、ヴェルケはベラルーシにあった連隊に所属していたが、1943年にパルチザンとの戦闘により戦死した。